# Skövde HF
Ne doit pas être confondu avec IFK Skövde HK.

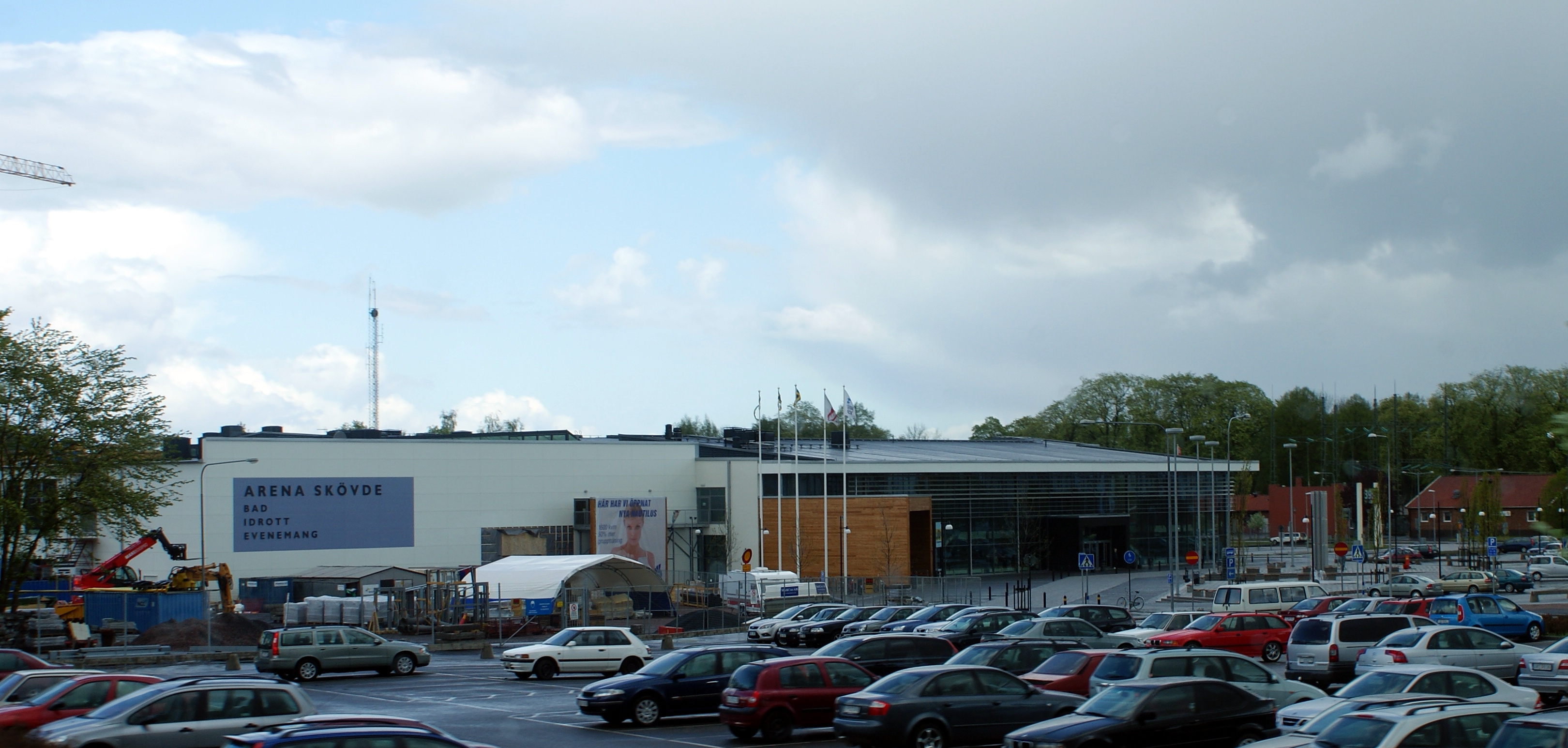
Skövde Arena.

Le Skövde HF (en suédois : Skövde Handbollsflickor) est un club suédois de handball situé à Skövde.
La section féminine a notamment remporté une fois le championnat de Suède en 2008.